# Longitarsus minimus
Longitarsus minimus es un coleóptero de la familia Chrysomelidae. Fue descrita científicamente en 1863 por Kutschera.